# ديفيد تاون
ديفيد تاون (بالإنجليزية: David Town)‏ هو لاعب كرة قدم بريطاني في مركز الهجوم، ولد في 9 ديسمبر 1976 في بورنموث في المملكة المتحدة. لعب مع روشدين ودايموندز ونادي بورنموث ونادي بوسطن يونايتد ونادي كيترينغ تاون ونادي هايز.

## وصلات خارجية
- ديفيد تاون على موقع قاعدة بيانات كرة القدم.إي يو (الإنجليزية)
- ديفيد تاون على موقع Soccerbase.com (لاعب) (الإنجليزية)